# N. Chandrababu Naidu

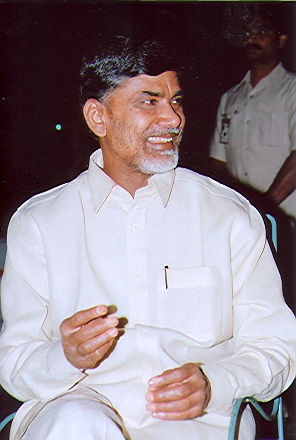
N. Chandrababu Naidu (2007)

N. Chandrababu Naidu (Nara Chandrababu Naidu, Telugu: నారా చంద్రబాబునాయుడు; * 20. April 1950 in Naravaripally, Distrikt Chittoor, Andhra Pradesh) ist ein indischer Politiker des Indischen Nationalkongresses sowie seit 1983 der Telugu Desam Party (TDP), der zwischen 1995 und 2004 sowie zwischen 2014 und 2019 Chief Minister von Andhra Pradesh war und dieses Amt erneut seit dem 12. Juni 2024 bekleidet.

## Leben

### Abgeordneter und Minister
Naidu hat in Tirupati studiert. Er begann seine politische Laufbahn, als er als Kandidat des Indischen Nationalkongresses 1978 erstmals zum Abgeordneten in die Legislativversammlung (Legislative Assembly) von Andhra Pradesh gewählt wurde. In der Regierung der vom Indischen Nationalkongress gestellten Chefminister T. Anjaiah, Bhavanam Venkataram Reddy und K. Vijaya Bhaskara Reddy war er zwischen 1980 und 1983 Minister.
Während dieser Zeit heiratete er die Tochter des bekannten Telugu-Schauspielers N. T. Rama Rao und trat 1983 der von diesem am 21. März 1982 gegründeten Telugu Desam Party (TDP) bei. In der Folgezeit wurde er als deren Kandidat zum Abgeordneten in die Legislativversammlung gewählt, wurde jedoch von seinem Schwiegervater nicht ins Kabinett berufen, nachdem dieser nach dem Wahlsieg der TDP am 9. Januar 1983 erstmals Chefminister des Bundesstaates wurde. Allerdings übernahm er 1985 das Amt des Generalsekretärs der TDP und wurde in der Folgezeit zum einflussreichsten Politiker der Partei.
Nachdem die TDP bei den Wahlen zur Legislativversammlung 1989 eine empfindliche Niederlage erlitt und 128 ihrer bis 202 Parlamentssitze verlor und somit nur noch 74 der 294 Mandate erhielt, wurde er Parteikoordinator. Seine erfolgreiche Arbeit in dieser Funktion trug letztlich zum Sieg der TDP bei den Wahlen 1994 bei. Mit 216 der 294 Sitze in der Legislative Assembly verfügte die TDP über eine breite absolute Mehrheit, so dass N. T. Rama Rao am 12. Dezember 1994 zum dritten Mal Chief Minister von Andhra Pradesh wurde. Dieser berief seinen Schwiegersohn Naidu zum Finanzminister in sein Kabinett.

### Chief Minister von Andhra Pradesh

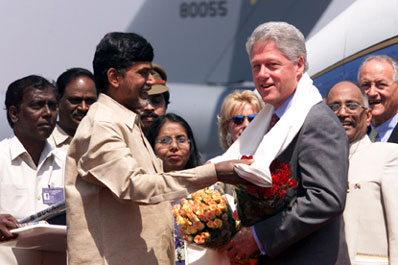
Naidu mit US-Präsident Bill Clinton (2000)

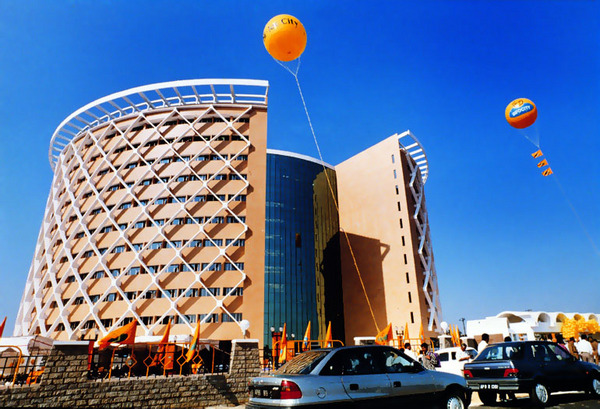
Die Politik Naidus während seiner Amtszeit zwischen 1995 und 2004 führte zur Ansiedlung von Informationstechnologieunternehmen wie in HiTec-City in Hyderabad

1995 organisierte Naidu einen innerparteilichen Sturz seines Schwiegervaters wegen des wachsenden Einflusses von dessen Ehefrau Lakshmi Parvathi. Ihm gelang es, die Mehrheit der Partei hinter sich zu bringen und Rao am 31. August 1995 zum Rücktritt zu zwingen. Einen Tag später wurde er am 1. September 1995 erstmals selbst Chief Minister von Andhra Pradesh.
In der Folgezeit stärkte er den Einfluss der TDP, die ihren Anteil an Sitzen in der Lok Sabha, dem Unterhaus des indischen Parlaments, von 13 Sitzen (1991) auf 29 Mandaten bei den Wahlen 1999 steigern konnte. Bei den Wahlen zur Legislativversammlung 1999 verlor die TDP zwar 36 Mandate, verfügte aber mit 180 der 294 Parlamentssitze nach wie vor über eine komfortable absolute Mehrheit, so dass Naidu für eine zweite Legislaturperiode Chief Minister wurde. 
Im Anschluss wurde mit Unterstützung der Unternehmensberatung McKinsey & Company ein neoliberales Entwicklungsprogramm aufgestellt, das die Anerkennung zahlreicher westlicher Politiker erhielt und ihn aus Sicht von vielen politischen Analysten zu einem zukunftsorientierten Premierminister machten. Während er den Bundesstaat zu einem modernen Standort für Informationstechnik ausrichtet, ließ seine Politik Millionen von Einwohnern Andhra Pradeshs in bitterer Armut zurück, die zahlreiche Kleinbauern in den Suizid trieb.
Bei den Wahlen zur Legislativversammlung 2004 erlitt die TDP schließlich eine empfindliche Niederlage, bei der sie 133 Mandate verlor und fortan nur noch 47 der 294 Parlamentssitze einnahm. Bei den Wahlen zur Lok Sabha 2004 und 2009 konnte die TDP auch nur noch fünf beziehungsweise sechs Mandate erringen. Bei den Wahlen zur Legislativversammlung 2009 konnte die TDP zwar ihre Mandate von 47 auf 92 fast verdoppeln, blieb jedoch weiterhin hinter ihren früheren Erfolgen zurück.
Nachdem am 2. Juni 2014 Telangana als neuer Bundesstaat aus dem Gebiet von Andhra Pradesh entstanden war, wurde Naidu am 8. Juni 2014 wieder Chief Minister von Andhra Pradesh. Bei den vorausgegangenen Wahlen, zu der die Legislativversammlung auf 173 Sitze reduziert wurde, errang die TDP 102 Sitze, und damit wiederum die absolute Mehrheit.
Die Wahl zum Parlament von Andhra Pradesh am 11. April 2019 endete mit einer sehr deutlichen Niederlage der Telugu Desam Party, die ihre Parlamentsmehrheit verlor. N. Chandrababu Naidu trat daraufhin am 23. Mai 2019 vom Amt des Chief Ministers zurück.